# Champagner-Polka
Champagner-Polka, op. 211, är en polka med undertiteln Musikaliskt skämt av Johann Strauss den yngre. Den framfördes första gången den 12 augusti 1858 i Pavlovsk utanför Sankt Petersburg. 

## Historia
Johann Strauss komponerade Champagner-Polka till sin sommarkonsertturné i Pavlovsk 1858, där den framfördes första gången den 12 augusti med titeln Ball-Champagner-Polka. Han framförde den även i Moskva samma år. Kort efter sin hemkomst till Wien spelade han den för hemmapubliken vid en välkomstfest i Volksgarten den 21 november. Polkan är tillägnad finansministern Karl Ludwig von Bruck. 1860 blev von Bruck anklagad för svindleri och begick strax därpå självmord. Senare visade han sig vara oskyldig. Strauss spelade därefter sällan polkan igen.

## Om polkan
Speltiden är ca 2 minuter och 20 sekunder plus minus några sekunder beroende på dirigentens musikaliska tolkning.